# Wissenschaftsjahr 1509
Liste der Wissenschaftsjahre

◄ | 1505 | 1506 | 1507 | 1508 | Wissenschaftsjahr 1509 | 1510 | 1511 | 1512 | 1513 | ► | ►►

Weitere Ereignisse
Dieser Artikel behandelt das Wissenschaftsjahr 1509.

## Ereignisse

### Naturwissenschaften

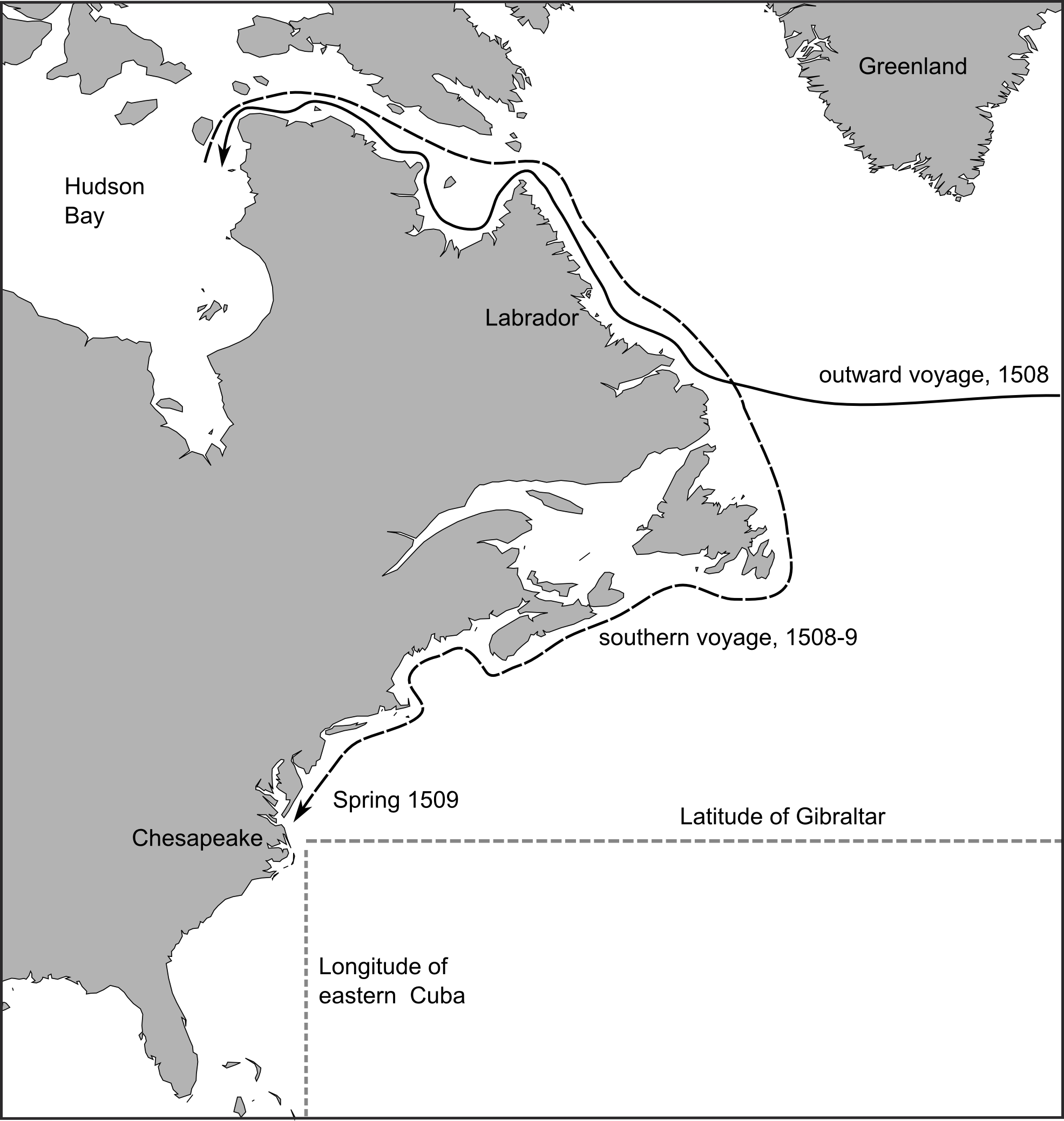
Karte mit der möglichen Reiseroute Cabotos 1508/09

#### Astronomie
- um 1509: Der Astronom Nikolaus Kopernikus verfasst den Commentariolus, in dem er seine Theorie vom Umlauf der Planeten um die Sonne und der durch die Drehung der Erde bedingten scheinbaren Bewegung der Fixsterne darlegt.

#### Geowissenschaften

##### Geographie / Entdeckungen
- 11. September: Der portugiesische Seefahrer und Entdecker Diogo Lopes de Sequeira erreicht Malakka als Anführer einer Expedition zu den Gewürzinseln.
- Der italienische Entdecker Sebastiano Caboto kehrt von einer im Auftrag des englischen Königs Heinrich VII. unternommenen Reise auf der Suche nach der Nordwestpassage zurück, die ihn möglicherweise nördlich bis in die Hudson Bay und südlich bis in die Chesapeake Bay geführt hat. Der neue König Heinrich VIII. zeigt wenig Interesse an Entdeckungsfahrten.

### Sozialwissenschaften

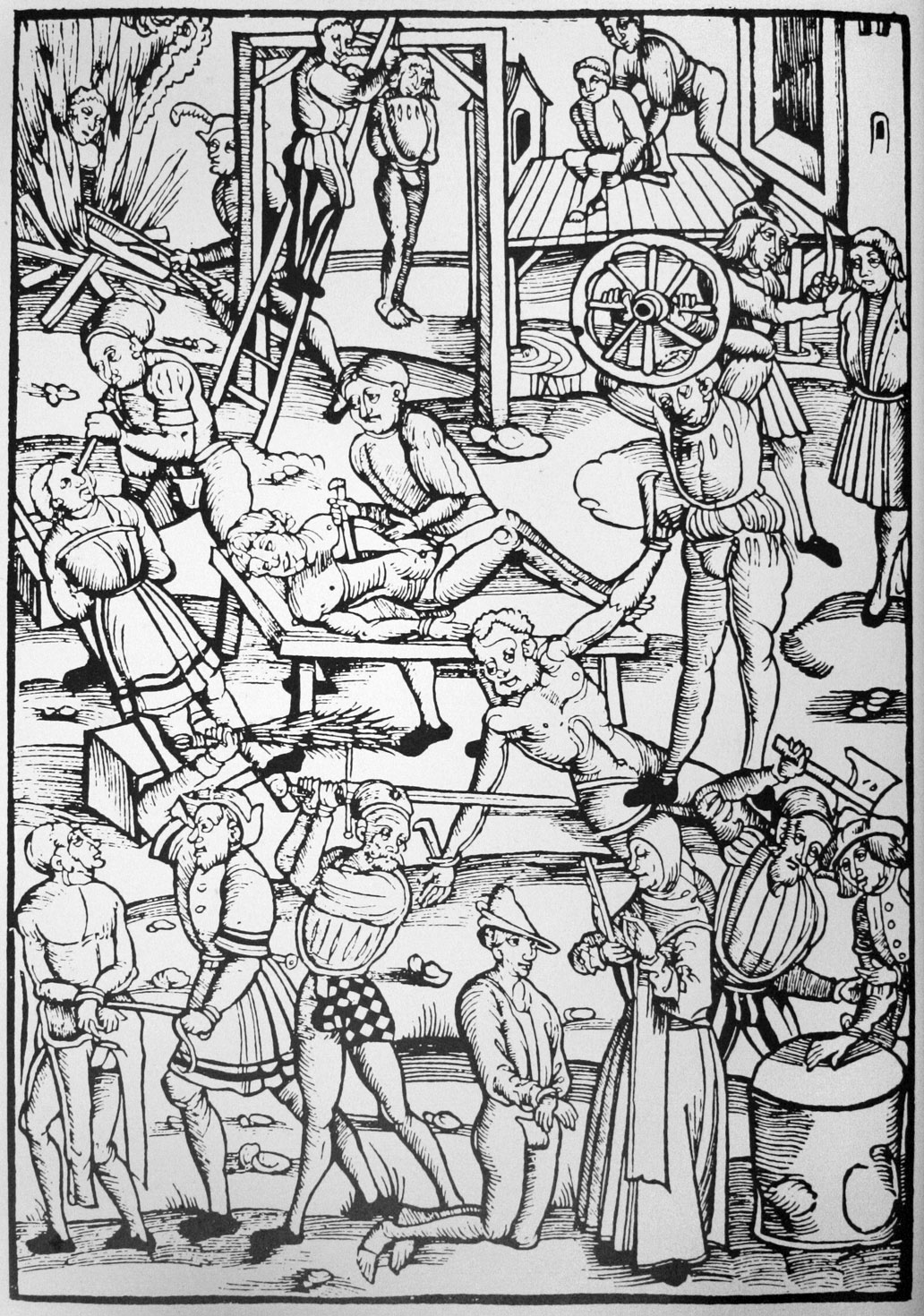
Strafvollstreckung. Holzschnitt aus einem Raubdruck des Laienspiegels (1510)

#### Rechtswissenschaften
- Der Laienspiegel von Ulrich Tengler, ein bedeutendes Rechtsbuch und Rechtsspiegel der frühen Neuzeit, erscheint erstmals im Druck. Es handelt sich um eine für Laien verfasste Einführung in das gelehrte Recht in möglichst allgemeinverständlicher deutscher Sprache. Behandelt werden in drei Büchern die Stellung weltlicher Herrschaftsträger (Richter, Partei, Fürsprecher, Vorstand, Bürgermeister, Ratsherr), die Gerichtsverfassung und das Privatrecht sowie das Strafverfahren.

### Strukturwissenschaften

#### Mathematik
- 11. Juni: Luca Paciolis Werk De divina proportione über den Goldenen Schnitt wird mit Illustrationen von Leonardo da Vinci in Venedig veröffentlicht.

## Gründungen
- An der University of Oxford wird Brasenose College errichtet, eines der ältesten Colleges in Oxford.

## Geboren

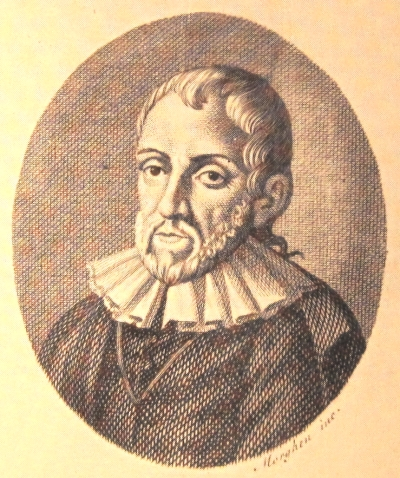
Bernardino Telesio; * 7. November

### Geburtsdatum gesichert
- 7. November: Bernardino Telesio, italienischer Philosoph und Naturforscher († 1588)

### Genaues Geburtsdatum unbekannt
- Élie Vinet, französischer Übersetzer, Historiker und Lehrer († 1587)

## Gestorben

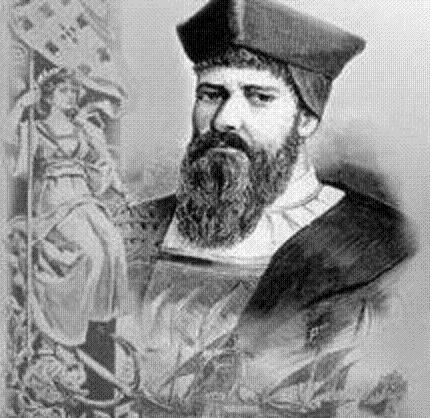
João da Nova; † 1509

### Genaues Todesdatum unbekannt
- Jakob von Landshut, deutscher Baumeister (* um 1450)
- João da Nova, galicischer Seefahrer und Entdecker in portugiesischen Diensten (* um 1460)